# Cleistocactus ferrarii
Cleistocactus ferrarii ist eine Pflanzenart in der Gattung Cleistocactus aus der Familie der Kakteengewächse (Cactaceae). Das Artepitheton ferrarii ehrt den argentinischen Agronomen und Kakteensammler Omar Ferrari.

## Beschreibung
Cleistocactus ferrarii wächst strauchig mit an der Basis verzweigenden, aufrechten, zylindrischen, grünen Trieben und erreicht bei Durchmessern von 3,5 bis 4 Zentimetern Wuchshöhen von bis 80 Zentimetern. Die Triebspitze ist bläulich überhaucht. Es sind etwa 19 gerade, niedrige, stumpfe Rippen vorhanden. Die darauf befindlichen eiförmigen Areolen stehen eng beieinander und sind mit weißer Wolle besetzt. Die ungleichen 20 bis 25 hellgelben Dornen sind sehr dünn, an ihrer Basis etwas verbreitert und 3 bis 5 Millimeter lang.
Die seitlich erscheinenden, röhrenförmige Blüten sind bis 5 Zentimeter lang und weisen Durchmesser von 1 Zentimeter auf. Ihr Pericarpell und die Blütenröhre sind rot, die Blütenhüllblätter grünlich. Die Staubblätter ragen kaum, der Griffel ragt etwas weiter aus der Blüte heraus. Die kugelförmigen, an der Basis aufreißenden, rosafarbenen Früchte erreichen Durchmesser von bis 1,5 Zentimetern.

## Verbreitung und Systematik
Cleistocactus ferrarii ist in den argentinischen Provinzen Salta und Jujuy in Höhenlagen von 1000 bis 1500 Metern verbreitet.
Die Erstbeschreibung erfolgte 1984 durch Roberto Kiesling.

## Nachweise